# Portskewett
Portskewett  (in gallese: Porth Sgiwed o Porthysgewin) è un villaggio con status di community e ward del Galles sud-orientale, facente parte della contea di Monmouthshire e situato lungo il corso del fiume Severn. L'intera community conta una popolazione di circa 2 300 abitanti.

## Geografia fisica
Portskewett si trova nella parte meridionale  della contea del Monmouthshire, tra le località di Chepstow e Caldicot (rispettivamente a sud-ovest della prima e ad est della seconda).

## Monumenti e luoghi d'interesse

### Architetture religiose

#### Chiesa di Santa Maria
Principale edificio religioso di Portskewett è la chiesa di Santa Maria (St Mary's Church), realizzata in più fasi tra il XIV, XVI e XVIII secolo.

### Siti archeologici

#### Heston Brake

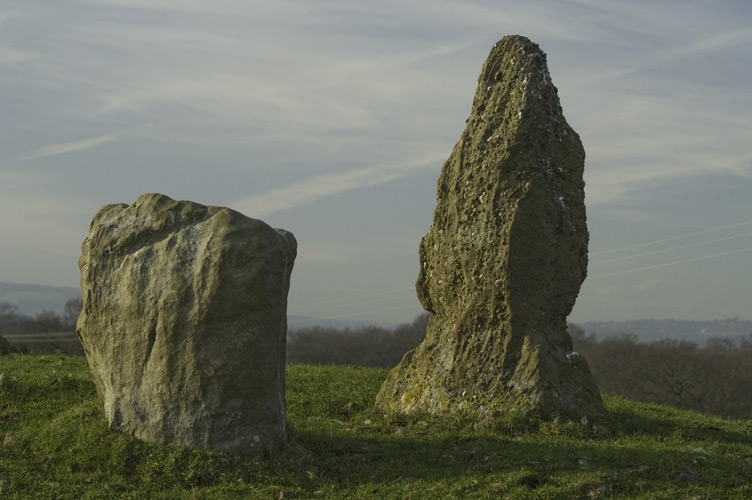
Il sito megalitico di Heston Brake a Portskewett

A Portskewett si trova inoltre il sito megalitico di Heston Brake, composto da due camere di sepoltura risalenti al 2000 a.C. ca. e riportato alla luce nel 1888.

## Società

### Evoluzione demografica
Nel 2018 la popolazione della community di Portskewett era stimata in 2 296 unità, di cui 1173 erano uomini e 1123 erano donne.
La popolazione al di sotto dei 18 anni era pari a 377 unità (di cui 188 erano i bambini al di sotto dei 10 anni), mentre la popolazione dai  60 anni in su era pari a 757 unità (di cui 132 erano le persone dagli 80 anni in su).
La community ha conosciuto un incremento demografico rispetto al 2011, quando la popolazione censita era pari a 2 133 unità, dato  in rialzo anche rispetto al censimento del 2001, quando la popolazione censita era pari a 2 041 unità.